# Sparta (englische Band)
Sparta ist eine englische New-Wave-of-British-Heavy-Metal-Band aus Mansfield, die 1980 gegründet wurde, sich 1987 auflöste und seit 2012 wieder aktiv ist.

## Geschichte
Die Band wurde Anfang 1980 gegründet, wobei die Mitglieder Ende der 1970er Jahre bereits in anderen Gruppen in den Midlands aktiv gewesen waren. Zum einen hatten der Gitarrist Tony Foster und der Bassist Tony Warren in Xerox gespielt, während die Reders-Geschwister, bestehend aus Karl (Gesang), Steve „Snake“ (E-Gitarre) und Paul „Radge“ Reders (Schlagzeug), bereits als Amateur-Trio aktiv gewesen waren. Es folgten Auftritte mit Bands wie Overdrive. Zudem soll die Gruppe auch Auftritte mit Diamond Head, Uriah Heep, Praying Mantis, Lionheart und Budgie abgehalten haben, die Beweislage für solche Auftritte ist jedoch recht vage. Rund sechs Monate nach der Gründung erschien mit Fast Lane über das bandeigene Label Suspect Records eine erste Doppel-A-Seite-Single mit Fighting to Be Free als weiterem Lied. Die Veröffentlichung war, wie auch alle späteren Singles, selbstfinanziert. Mittlerweile hatte sich schon ein erster Fanclub sowie eine Merchandising-Einheit zusammengefunden. Die Veröffentlichung wurde zur „Heavy Metal Single of the Week“ im Sounds-Magazin ernannt. Es folgten weitere regionale Auftritte sowie Ende 1981 über Suspect Records die Doppel-A-Seite-Single Tonight mit Angel of Death. Im selben Jahr nahm die Gruppe an dem Suspect-Records-Sampler Scene of the Crime mit dem Song Lords of Time teil und die Band wurde in der Rubrik Armed and Ready im Kerrang aufgeführt. Auch hatte die Band einen Song für einen Sampler von Ebony Records aufgenommen, jedoch löste sich das Label noch vor Veröffentlichung auf. Anfang 1982 trennte sich die Band von Karl Reders, der ein paar Monate später durch Trevor „Captain“ Morgan ersetzt wurde. Optisches Merkmal Morgans war die Verwendung einer Armprothese. Die Band schrieb daraufhin an neuen Liedern und spielte Songs wie Rock for You, Dogs of War, Streetwalkin’, Shady Lady, Lady Evil und Hot Rock in Sessions auf Radio Hallam. Es wurden Pläne für eine Veröffentlichung einer dritten Single gemacht, die jedoch nie realisiert wurden. Nach Auftritten gegen Ende des Jahres wurde es still um die Band. In den folgenden Jahren war Sparta kaum aktiv. Aufgrund von Unfallflucht musste Morgan eine Haftstrafe verbüßen, wodurch er nicht mehr an der Band partizipieren konnte. Als neuer Sänger stieß Mark Henshaw dazu und es wurden Demoaufnahmen von Songs wie Soldier of Fortune, Welcome to My Nightmare und The Legend of Doctor Bill erstellt, während man plante, Mitte der 1980er Jahre die dritte Single zu veröffentlichen. Tony Foster, welcher sich hauptsächlich für das Songwriting verantwortlich zeichnete, verließ die Band 1985. Die Band setzte bis 1987 ihre Aktivität im geringen Maße fort, ehe es zur Auflösung kam. Um die Dekadenwende fanden sich die Reders-Brüder wieder zusammen, um als Trio unter dem Namen Sparta noch ein paar Lieder aufzunehmen. In ihrer Karriere hatte die Band auch zusammen mit Geddes Axe, der Band von Ken Hensley und Groundhogs gespielt. Außerhalb Großbritanniens war Sparta nie aktiv gewesen. 2005 erschien eine selbstbetitelte Kompilation bei Hades Paradise Records.
Nachdem Karl Reders von High Roller Records über seine Facebook-Seite kontaktiert worden war, einigte man sich auf die Veröffentlichung einer Kompilation, bestehend aus allen Demoaufnahmen, die die Band bisher aufgenommen hatte. Der Tonträger erschien 2011 unter dem Namen Use Your Weapons Well. Seit 2012 ist die Band wieder aktiv. 2014 folgte bei demselben Label das Debütalbum Welcome to Hell. Im selben Jahr war die Band auf dem Brofest zu sehen. 2016 schloss sich bei Suspect Records das zweite Album namens No Retreat No Surrender an.

## Stil
Laut Malc Macmillan in The N.W.O.B.H.M. Encyclopedia ist die Musik der Debütsingle sehr „heavy“, wobei der Gesang sehr markant sei. Gelegentlich erinnere die Musik an die von Marz oder frühen Def Leppard. Die zweite Single sei energiereicher und eher mit Songs von Ricochet und aus den Midlands stammenden Scarab vergleichbar. Durch das spätere Hinzukommen von Trevor Morgan habe die Gruppe nun einen traditionellen Sänger und man habe versucht, in eine geradlinigere rockigere Richtung im Stil von Battleaxe und Fugitive zu gehen.
Patrick Schmidt vom Rock Hard schrieb in seiner Rezension zu Welcome to Hell, dass er sich beim Hören des Albums an die frühen Judas Priest erinnert fühlte. Die Gruppe klinge dabei „bieder, naiv und erschreckend antiquiert“. Manchen Songs könne man ein paar gute Melodien abgewinnen, jedoch gebe es auch einige „banal-naive Melodieführung[en]“. In einer späteren Ausgabe rezensierte Matthias Mader No Retreat No Surrender und stellte fest, dass es für Fans von britischem Metal geeignet ist.

## Diskografie
- 1980: Fast Lane (Single, Suspect Records)
- 1981: Tonight (Single, Suspect Records)
- 2005: Sparta (Kompilation, Hades Paradise Records)
- 2011: Use Your Weapons Well (Kompilation, High Roller Records)
- 2014: Welcome to Hell (Album, High Roller Records)
- 2016: No Retreat No Surrender (Album, Suspect Records)